# Thomas Eidson
 (octobre 2012).
Si vous disposez d'ouvrages ou d'articles de référence ou si vous connaissez des sites web de qualité traitant du thème abordé ici, merci de compléter l'article en donnant les références utiles à sa vérifiabilité et en les liant à la section « Notes et références ».
Thomas Eidson (né en 1944) est un auteur américain connu principalement par son livre The Last Ride, adapté sous la forme du film intitulé Les Disparues en 2003. 
Il débuta comme reporter en Californie et écrit depuis l'université, par exemple un feuilleton intitulé The Miracle et des articles pour les publications de différents hôtels et de compagnies aériennes. L'intrigue de ses quatre livres se situe dans le Far West au XIXe siècle. L'origine de sa passion pour cette  période historique tient pour une part dans ses racines familiales au Kansas, où son grand-père possédait et gérait un ranch de bétail. 
Il travaille dans les relations publiques pour Fidelity Investments à Boston.

## Publications
Ses œuvres comprennent : 
- St. Agnes' Stand (1994)  Editer chez Robert Laffont Coll. Best-Sellers sous le titre "La Caravane de soeur Agnès" (1995), rééditer en Poche Pocket (1998)
- The Last Ride  (1995)  Editer aux Ed. Du Rocher Coll. "La Légende de L'Ouest" sous le titre "La Dernière Chevauchée" (1997) rééditer en Poche J'AI LU sous le titre "Les Disparues" (2004)
- All God's Children (1996)
- Hannah's Gift (1998)
- In This House (2005)
- Souls of Angels (2007)